# Schloss Berlepsch

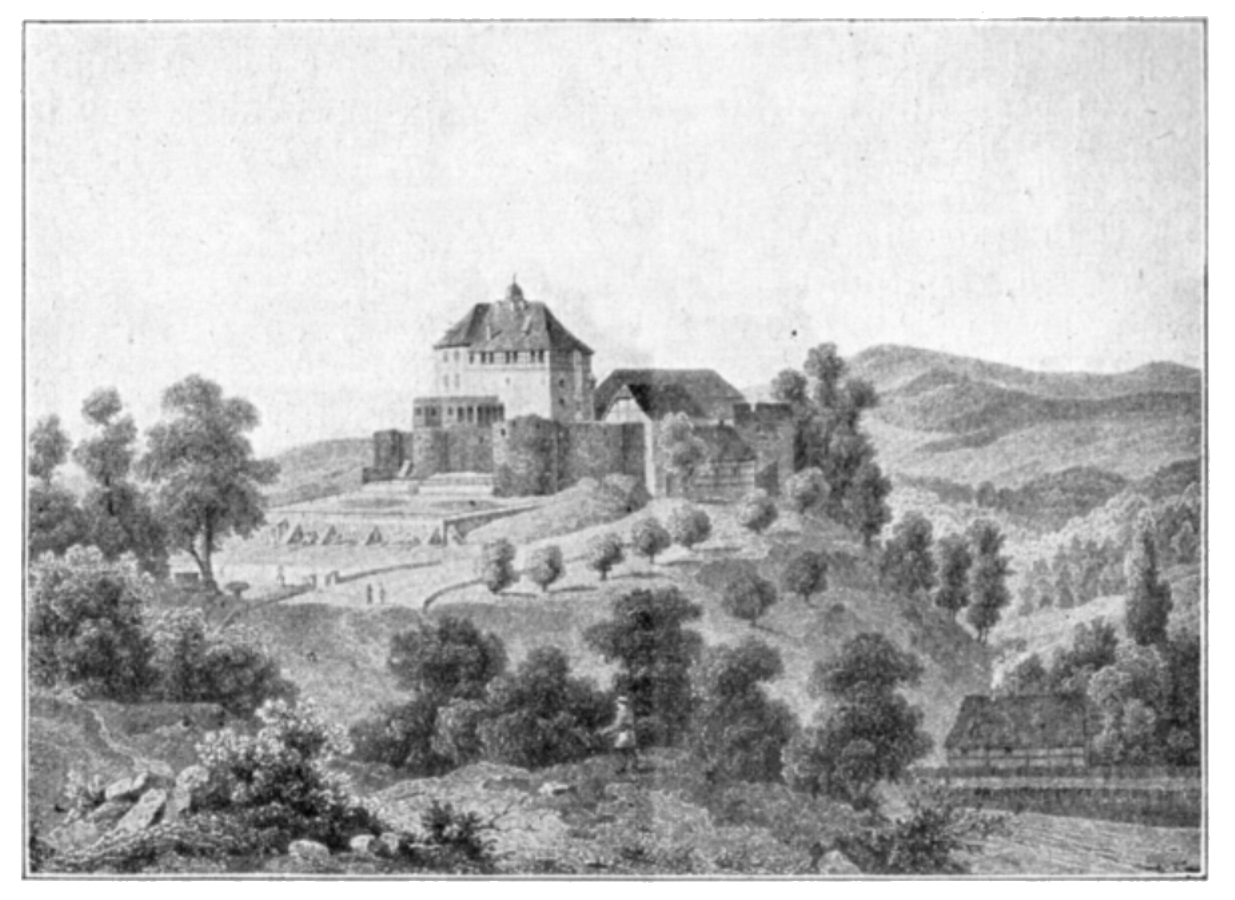
Schloss Berlepsch um 1800

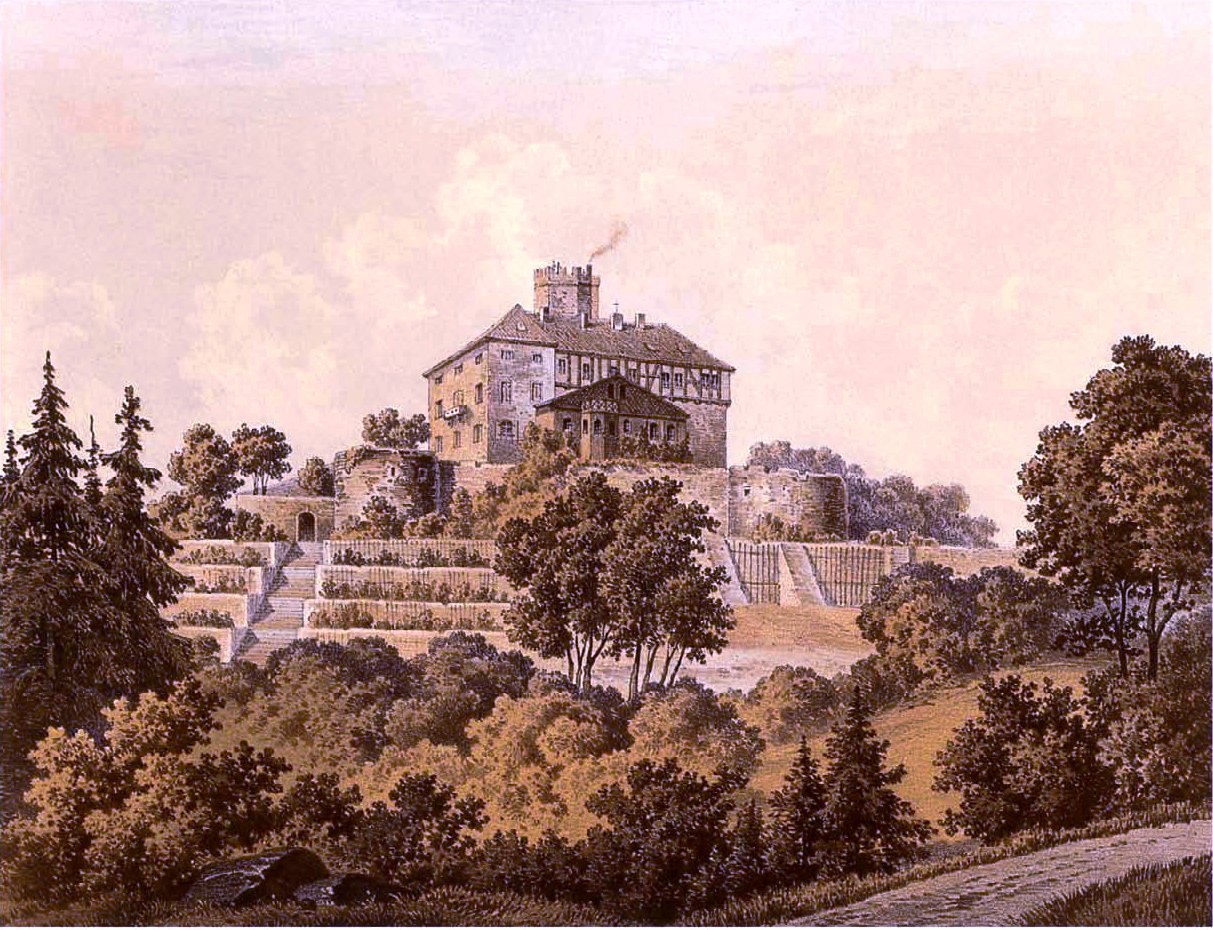
Schloss Berlepsch um 1860, Sammlung Alexander Duncker

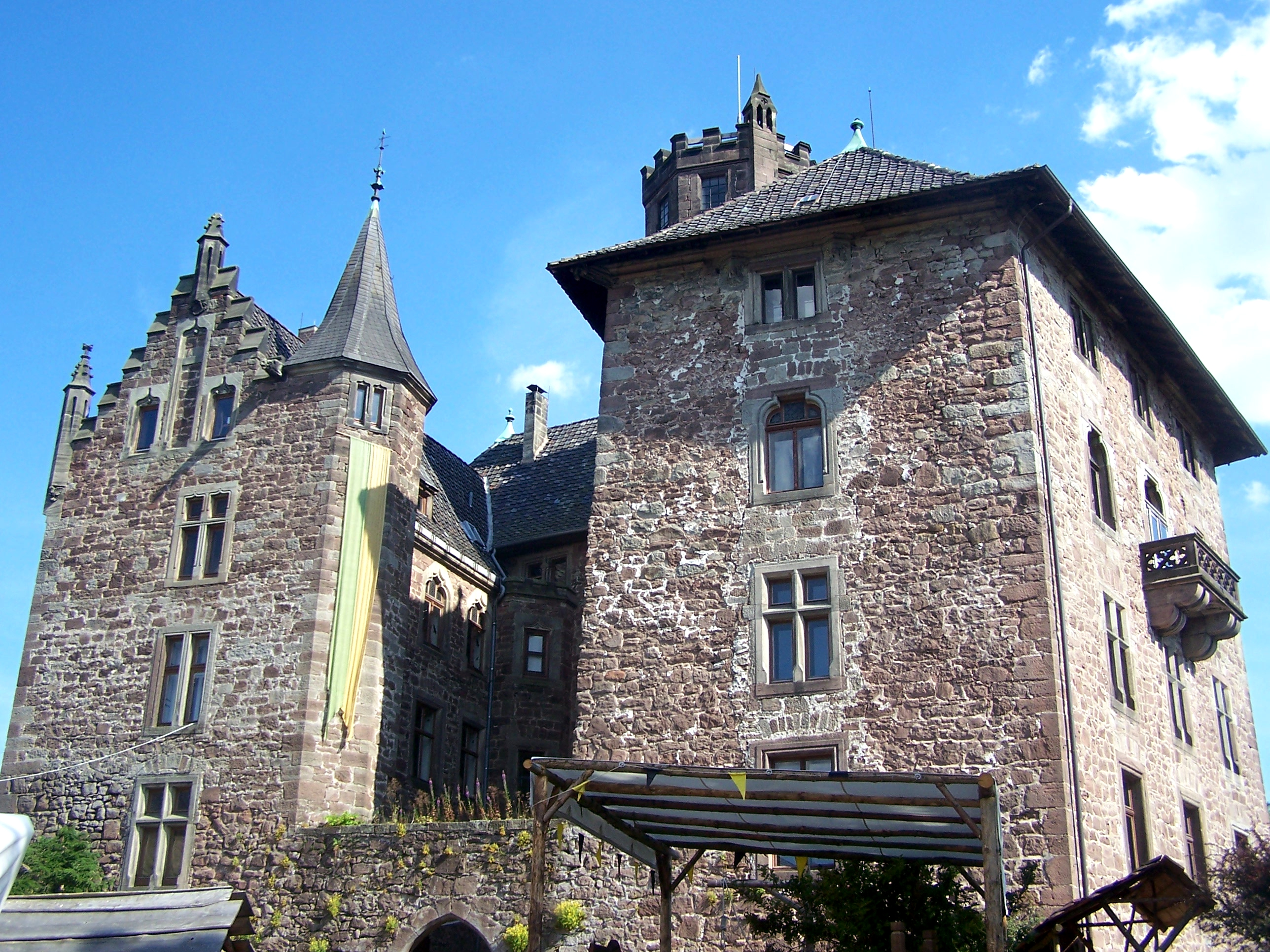
Burghof

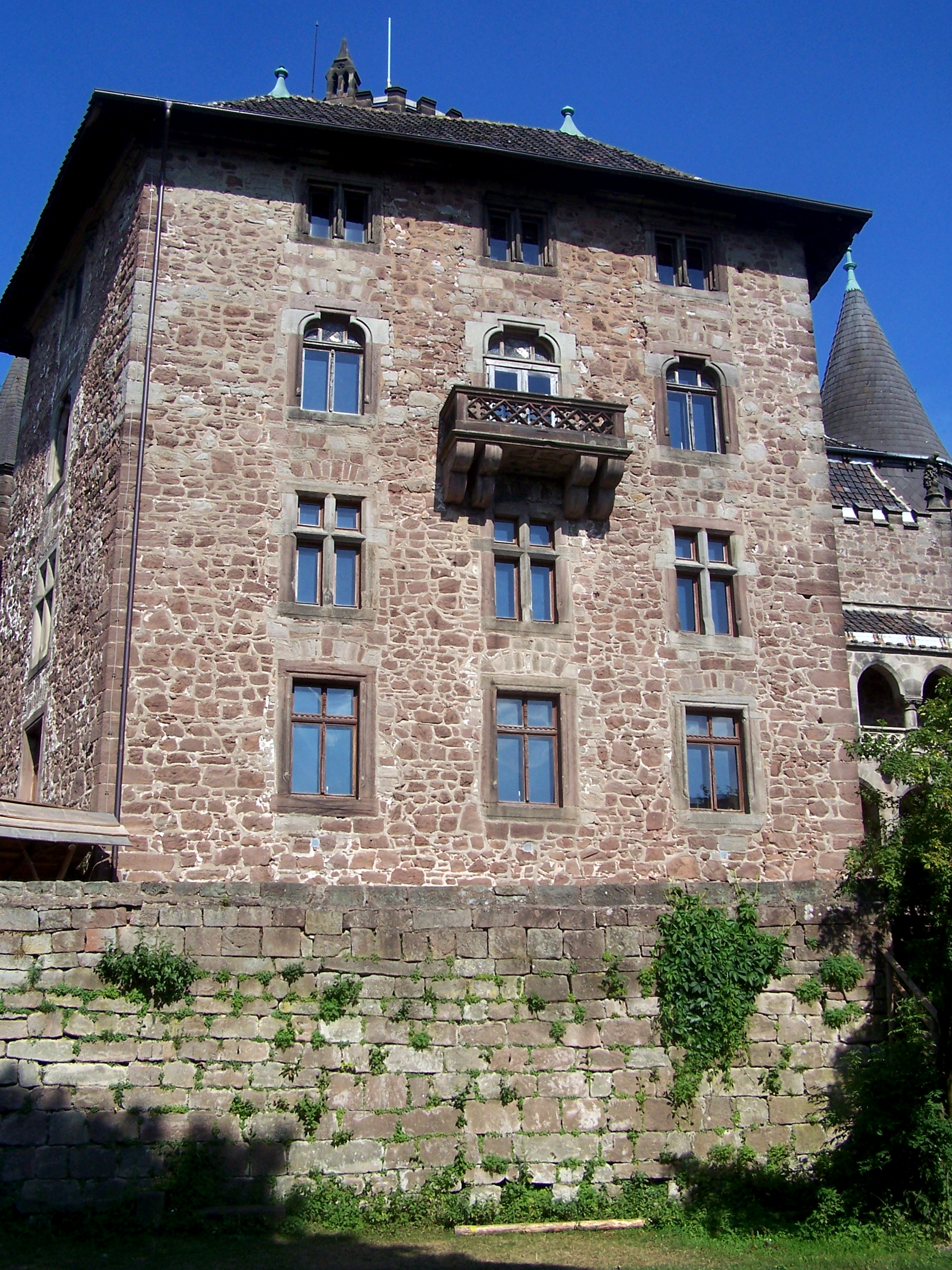
Seitenansicht

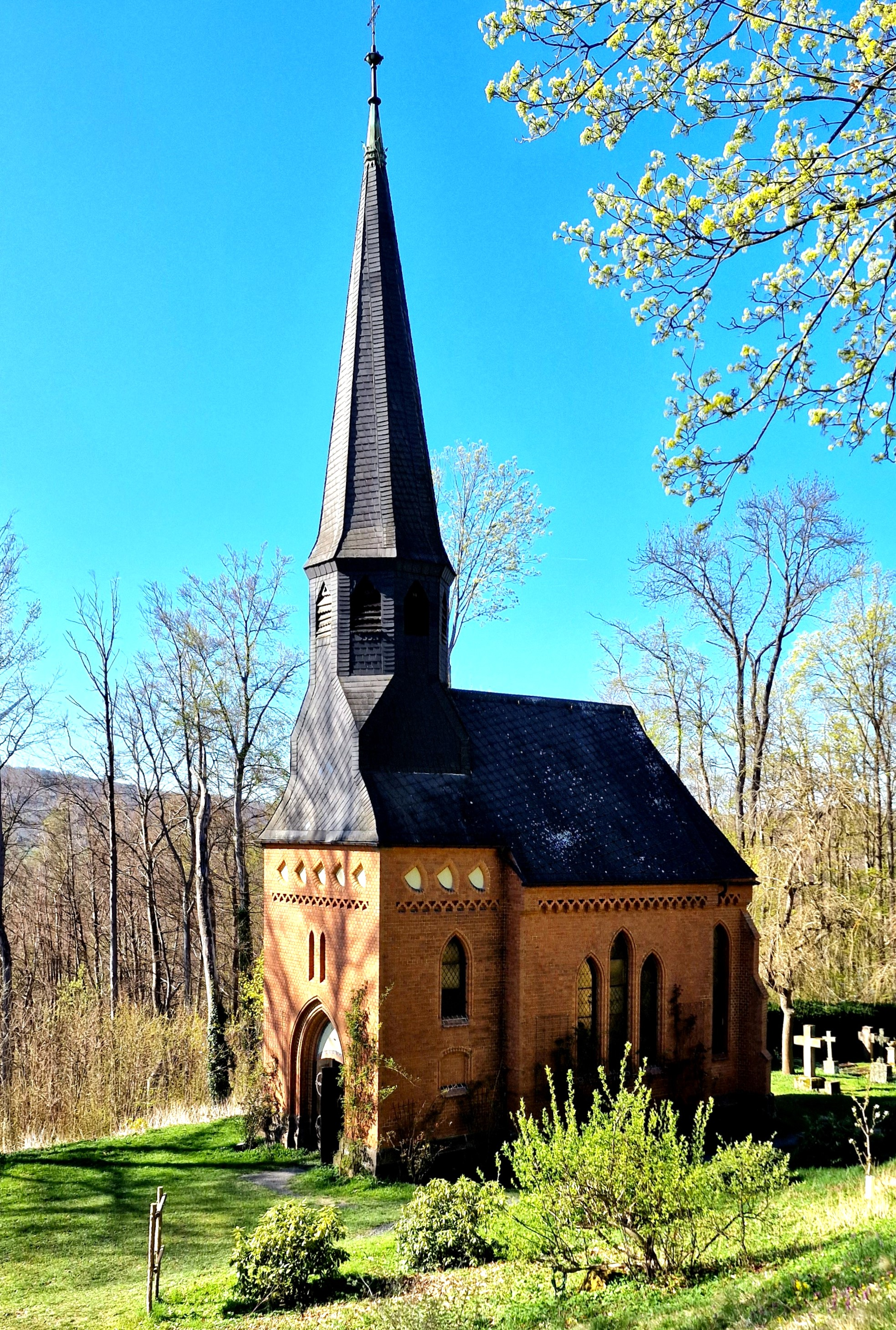
Schlosskapelle

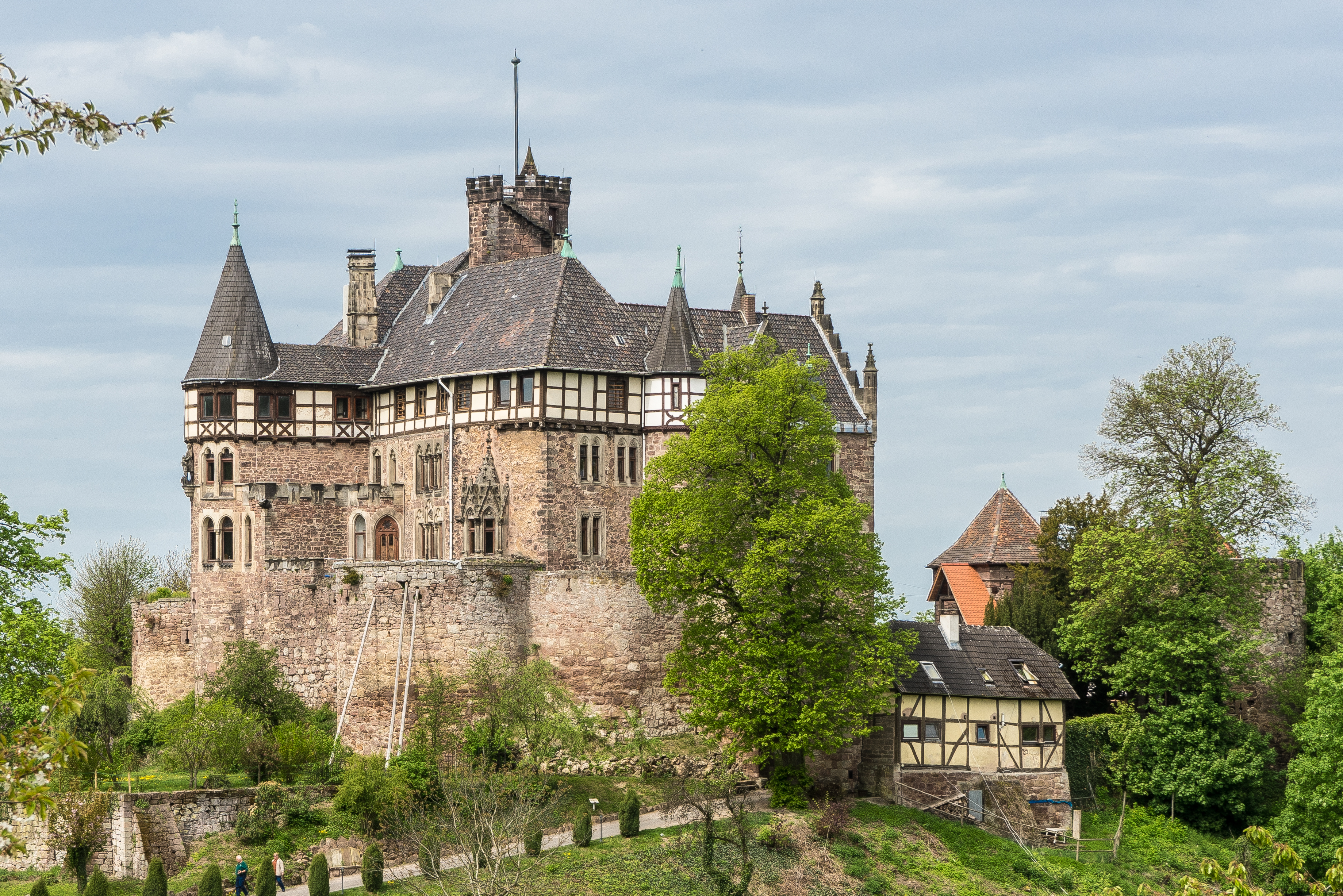
Schloss Berlepsch bei Witzenhausen

Schloss Berlepsch, Berleipse, Berlepse, Berleiffen, ist eine dreiflügelige Burganlage mit Innenhof und Park etwa 400 Meter nordöstlich des Witzenhausener Ortsteiles Hübenthal im Werra-Meißner-Kreis in Hessen. Das Schloss liegt nur wenige Hundert Meter von der Landesgrenze zu Niedersachsen und südwestlich des Friedländer Ortsteiles Mollenfelde des Landkreises Göttingen und des Neu-Eichenberger Ortsteils Hermannrode im Werra-Meißner-Kreis.

## Geschichte
Nach der Zerstörung ihrer Stammburg Barlissen im 14. Jahrhundert ließ sich die Familie Berlepsch an der Werra nieder, wo sie bereits Güter besaß. Zunächst bewohnte sie das landgräflich-hessische Schloss Bischoffhausen. Es lag oberhalb von Bischhausen (gehört heute zum Stadtbereich Witzenhausen auf der linken Werraseite) auf dem Badenstein (356 m. ü. NN). Etwas weiter nördlich, bei Hübenthal, ließ sich dann Arnold von Berlepsch zwischen 1368 und 1369 an der Stelle des heutigen Schlosses Berlepsch das nuwe Hus Berleybischhin erbauen. Seit 1369 schließt eine Wehrmauer mit Portal die Nordseite der dreiflügeligen Anlage ab.
Arnold von Berlepsch erhielt 1369 vom hessischen Landgrafen Heinrich II. die Dörfer Hübenthal und Albshausen, beide heute Ortsteil von Witzenhausen. Weiterhin erhielt er Hermannrode (heute Ortsteil von Neu-Eichenberg) und Grebenhain zu Lehen, und die Familie erhielt für das älteste männliche Mitglied das erbliche Hofamt des Kämmerers der hessischen Landgrafen. Nach dem Tod von Arnolds Sohn Hans von Berlepsch, der kinderlos blieb, brachte sich der Burgmann Thilo von Berlepsch aus Ziegenberg 1392 gegen den Willen des Landgrafen Hermann II. in den Besitz der Burg. Im Jahr 1400 wurde die Burg von hessischen Truppen zerstört und wieder aufgebaut. 1461 wurde der Ritter Sittich von Berlepsch mit der Burg belehnt. Er umgab sie mit starken Mauern und verstärkte sie mit Türmen und Zwingern. Auch seine Söhne wirkten am Umbau der Burg in eine Festung bis 1478 mit. Im 16. Jahrhundert wurde sie schrittweise im Stil der Weserrenaissance erweitert. 1593 wurde der Treppenturm mit Renaissanceportal errichtet.
Im Dreißigjährigen Krieg plünderten und brandschatzten Tillys Söldner 1623 das Schloss. 1625 fielen Wallensteins Truppen über das Schloss her, und 1631 wurde das Schloss noch einmal von Tillys Truppen verwüstet. Neben Tilly und Wallenstein suchten auch die Truppen Johann von Aldringens sowie Otto Heinrich Fuggers das Gebiet um 1631 und 1632 heim. Dörfer wurden geplündert und das Schloss Berlepsch verwüstet. Richard von Berlepsch berechnete den Schaden auf 2813 Taler. Als im Frühjahr 1632 braunschweigische und hessische Truppen im Gebiet der Leine und Diemel gegen Gottfried Heinrich zu Pappenheim kämpften, nahm dieser Richard von Berlepsch als Geisel wegen nicht aufgebrachter Summen gefangen. Zwei Jahre nach seinem Freikauf starb Richard 1635. Der Wohlstand der Familie nahm aufgrund der anhaltenden Kämpfe ab. Ländereien konnten nicht bestellt werden, Gebäude der Güter und Vorwerke lagen zum Teil zerstört darnieder. Berlepsch, Ellerode, Hübenthal und der Hof zu Gladebeck waren völlig eingeäschert worden, die Schuldenlast der Familie betrug 48.000 Taler, während die Kriegslasten nicht nachließen. 1636 zog ein kaiserliches Heer von Göttingen aus durch die Ländereien und provozierte Kämpfe bei Wendershausen. Ein Jahr später wüteten die Kroaten an der Werra, in das Gebiet gekommen durch die 1632 von Pappenheim ausgeschriebene Brandschatzung. Im Jahr 1646 veranlassten neue Kriegsgefahren die Familie von Berlepsch, den Rest ihres Archivs an einen sicheren Ort zu verlegen.
Das mehrfach aufgegriffene Gerücht, dass Goethe am 14. August 1801 das Schloss Berlepsch besucht habe, stimmt nicht mit seinen Briefwechseln überein, denen zufolge er an dem Tag das Schloss Berlepsch nur aus der Ferne vom Hohen Hahn aus betrachtete. 1809 lebte Friedrich Ludwig von Berlepsch auf dem Schloss. Von 1881 bis 1894 gaben Graf Karl Friedrich von Berlepsch und ab 1893 sein Sohn Hans dem Schloss durch umfassende Umbauten und Veränderungen seine heutige Gestalt, zu der auch ein Deckengemälde Carl Wiederholds gehört. Diese Änderungen sind beispielhaft für die späte hannoversche Neugotik und wurden vom Architekten Gustav Schönermark geplant. Der Ornithologe Hans von Berlepsch richtete auf dem Schloss eine vogelkundliche Sammlung ein, und Karl von Berlepsch versammelte von Zeit zu Zeit einen Kreis bekannter Dichter auf dem Schloss. Auf dem Wappenstein am äußersten der drei Tore ist das Wappen der beiden Berlepschlinien eingemauert.
Nach dem Zweiten Weltkrieg wurde das Schloss Berlepsch von Hubertus von Berlepsch in ein Hotel mit Restaurant umgestaltet. 1980 wurden beide geschlossen, als Hans-Sittich Graf von Berlepsch auf dem Schloss das Sannyasinzentrum Arvind für Bhagwan-Anhänger einrichtete. Das Zentrum wurde bereits 1982 wieder aufgelöst. 1984 gründeten Osho-Anhänger im Rittergut Hübenthal, das der Familie Berlepsch gehörte, das Zentrum Parimal.
Seit 2011 hat das Schloss touristische Angebote wie Gastronomie, Führungen und regelmäßige Veranstaltungen. Das gastronomische Angebot greift das Thema „Mittelalter“ auf.

## Park
Der zum Schloss gehörende Park stammt aus dem 18. Jahrhundert und weist Merkmale des Englischen Landschaftsgartens auf. In ihm befindet sich knapp unterhalb westlich der mittelalterlichen Umfriedung die Schlosskapelle.

## Tourismus
Schloss Berlepsch bietet neben zwei Restaurants (Berlepscher Tafelrunde, Schlosstaverne) auch Schlossführungen mit kleinen Ausstellungen aus dem Familieninventar der Berlepsch.
Seit dem 18. August 2011 weisen touristische Hinweistafeln an der A7 auf Schloss Berlepsch hin.
Der Werra-Burgen-Steig, ein zertifizierter Fernwanderweg an der Werra von Hannoversch-Münden bis zur Tannenburg führt an Schloss Berlepsch vorbei.
Auf dem Gelände des Schlosses befindet sich das Baumhaushotel Robins Nest.

## Sonstiges
Nach Hans Hermann von Berlepsch wurde die 1880 von Diedrich Uhlhorn junior gezüchtete Apfelsorte Berlepsch benannt.
In den 1950er und 1960er Jahren diente Schloss Berlepsch mehrfach als Drehort für Spielfilme, angeblich auf Vermittlung des Schauspielers Tilo von Berlepsch, der in diesen Produktionen Nebenrollen als Adliger oder Butler übernahm. Das Schloss diente u. a. für den Heinz-Erhardt-Film Witwer mit fünf Töchtern und Ferien in Tirol als Kulisse.
Die Gruppe 47 hielt vom 31. Oktober bis zum 2. November 1952 ihr elftes Treffen auf Schloss Berlepsch ab.
2011 wurde Schloss Berlepsch von den Zuschauern des hr-Fernsehens zum schönsten Schloss Hessens gewählt.
Am 26. September 2014 strahlte der Fernsehsender VOX eine Folge der Sendung Das perfekte Dinner (Sondersendung 100% aus der Region) aus, in der unter anderem Burgvogt Daniel kochte, der auch als Ritter Isenbard vor Touristen auftritt. In der Sendung werden Räumlichkeiten und Außenanlagen des Schlosses gezeigt.